# 陆润卿
陸潤卿（英語：Look Tin Eli，幼名:28，1870年—1919年），美籍华商。生于加利福尼亚州门多西诺。
1879年他被送回中国学习，1882年排华法案出台，1884年返美时被拒绝入境。告到了加利福尼亚中央区的美国巡回法院，声称他是美国出生的公民，胜诉。
1907年，陸步瀛兄弟同劉興（Lew Hing）开设金山廣東銀行(Canton Bank of San Francisco)。
1906年，清政府派侍读梁庆桂赴美兴办华侨学校。驻旧金山总领事许炳榛奉公使伍廷芳之命，派旧金山中华会馆21名学务员组织学务公所，负责筹建大清侨民学堂。陆蓬山（陆步瀛）当选总理兼司库（管理银两员）；刘兴、邓廷栋任司帐（管数员）；李佑宽（李达荣）、黄梓材（黄梓才）任华文书记（华文书记员）；陆润卿（陆玉屏）、邝文光与卢星芸等任英文书记（西文书记员）；陈大佑与罗锡五为核数员；余颂声、谭经爵、雷洽春、陈祀尧、唐定之、邓广英、赵绰贤、黄日如、黄添、黄吉耀、陈敦朴等为监工员。经学务公所的积极筹备，大清侨民学堂于翌年成立。

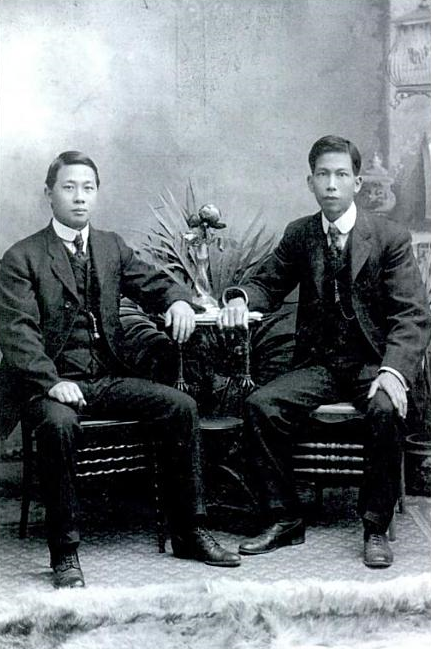
陆润卿（左）及陆蓬山，廣東銀行的最大股东

"Look Tin Sing is my childhood name."  -- Look Tin Eli (1910):28

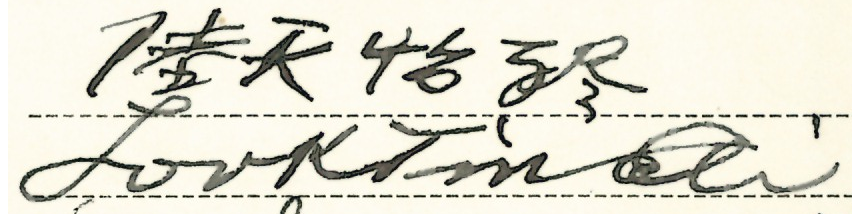
1910年的签名（「陸天怡孻」）

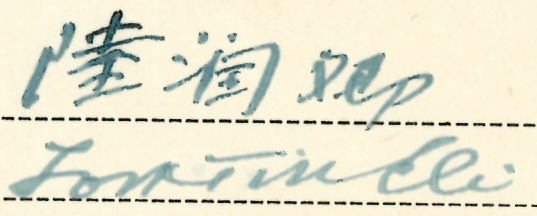
1918年的签名（「陸潤卿」）

1912年，华侨李煜堂、陆蓬山等人在香港创办广东银行。
1915年，刘兴、伍盘照（Ng Poon Chew）同陆步瀛兄弟、邝祝敬等人，组织中國郵船公司(China Mail Steamship Company)。
1918年，中国邮船公司决定设立新中国邮船公司。5月18日提出新公司登记申请。6月22日，中华总会馆在总会馆大堂举行会议，中国邮船公司总理陆润卿、副总理刘兴、书记邝文光、代表律师布连士顿等人参加了大会。
凑齐三分之二股东，中国邮船公司召开股东大会，选举董事(得票多寡)：麦友楠、陈敦朴、李圣庭、刘儒玲、陆润卿、黄煦业、邝祝敬、邝文光、余灵、谭贞谋、邓仙石、翁琦、李德华、伍盘照、卢洛侪。
1918年12月21日晚上7時40分許鄺祝敬被人枪击，1918年12月中旬中國郵船公司總理陸潤卿收到恐吓信。
1920年，陆蓬山曾邀请太虚和开悟到香港演讲，并同梁士诒等乘坐其公司的邮船返沪。